# 越南民主党
越南民主党（越南语：／?），原名越南新民主党，是越南的一个已不存在的政党。1944年6月30日，小资产阶级和知识分子建立了越南民主党，1954年到1975年，民主党在越南北部（越南民主共和国）活跃。1975年到1988年，该党活动范围扩展到越南南方。该党拥护越南共产党，认同社会主义，接受越南共产党的领导，官方报刊是《独立报》。80年代中后期，苏东政治多元化以及北部邦邻中国发生了“六四”等一系列民主化事件，争求开放党禁与多党制的潮流波及越南，为防止事态进一步发展，越南共产党授意该党宣布“完成历史使命”并于1988年10月20日解散。
2006年6月1日，越南一个同样采用了“越南民主党”名称的政党成立。但与过去的越南民主党不同，它的理念与越南共产党的意识形态有极大出入。该党声称反对一党专政，宣扬民主、自由、人权和法治，被越南政府定性為非法政黨。

## 宗旨
|  | 本着爱国爱民精神，继续高举民主、自由、人权、法治旗帜，反对一党专政，还政于民。 |

## 著名人士
- 严春庵，总书记
- 黄明正，副主席[3]